# Verrucosa carara
Verrucosa carara Lise, Kesster & Silva, 2015 è un ragno appartenente alla famiglia Araneidae.

## Etimologia
Il nome della specie deriva dalla riserva naturale costaricana di rinvenimento degli esemplari: la Reserva Biológica Carara.

## Caratteristiche
L'olotipo femminile rinvenuto ha una lunghezza totale di 9 mm; la lunghezza del cefalotorace è di 3,50 mm e la larghezza di 3,10 mm.

## Distribuzione
La specie è stata reperita nella Costa Rica occidentale: l'olotipo femminile è stato rinvenuto all'interno della Reserva Biológica Carara, a pochi chilometri dalla cittadina di Tárcoles, appartenente alla provincia di Puntarenas.

## Tassonomia
Non sono note finora (2015) sottospecie e non sono stati esaminati nuovi esemplari.